# ساكورا-كو
ساكورا-كو (باليابانية: 桜区) هو حي في اليابان، يقع في سايتاما، سايتاما، بلغ عدد سكانه 98,179 نسمة وذلك حسب إحصائيات سنة 2018، تبلغ مساحته 18.64 كيلومتر مربع.

## التقسيمات الإدارية
- Sakurada  [لغات أخرى]‏
- Shibiraki  [لغات أخرى]‏
- Seki  [لغات أخرى]‏
- Tajima  [لغات أخرى]‏
- Nishibori  [لغات أخرى]‏.